# یواس‌اس دایرکت (ای‌ام-۹۰)
یواس‌اس دایرکت (ای‌ام-۹۰) (به انگلیسی: USS Direct (AM-90)) یک کشتی بود که طول آن ۱۷۳ فوت ۸ اینچ (۵۲٫۹۳ متر) بود. این کشتی در سال ۱۹۴۲ ساخته شد.